# VV Brown
VV Brown (* 24. Oktober 1983 in Northampton, England; eigentlich Vanessa Brown) ist eine britische Soul-Pop-Musikerin.

## Biografie
Bevor Vanessa Brown ihre eigene Karriere startete, arbeitete sie als Backgroundsängerin und Songwriterin für andere Interpreten. Unter anderen schrieb sie an den Hits I Don't Need a Man von den Pussycat Dolls und Denial von den Sugababes mit. Für die Fernsehserie Las Vegas nahm sie 2005 auch einen eigenen Song mit dem Titel Whipped auf. 2008 begann sie dann eine richtige Solokarriere.
Mit der Single Crying Blood machte sie den Anfang und bekam auf Anhieb sehr positive Kritiken. Unter anderem wurde sie in die BBC-Liste Sound of 2009 auf Platz 7 der hoffnungsvollsten Talente aufgenommen. Auch die Daily Mail, der Independent und sogar die Los Angeles Times sagten ihr eine erfolgreiche Zukunft voraus.
Mit ihrer Single Shark in the Water und mit dem Debütalbum Travelling Like the Light schaffte sie es 2009 bis in die UK Top 40. Später im Jahr beteiligte sie sich auch an dem Wohltätigkeitsprojekt Young Soul Rebels.

## Diskografie
Alben
- Travelling Like the Light (2009)
- Samson & Delilah (2013)
- Glitch (2015)

Singles
- Whipped (2005)
- Crying Blood (2008)
- Leave! (2009)
- Shark in the Water (2009)
- Game Over (2009)
- Children (2011; feat. Chiddy Bang)
- Samson (2013)
- The Apple (2013)
- Faith (2014; feat. Kele Okereke)
- Shift (2015)

Andere
- I Got Soul (2009) als Mitglied der Young Soul Rebels